# En rose så jeg skyde
En rose så jeg skyde er en dansk julesalme baseret på en gammel tysk, katolsk Maria-salme. Den danske salme er blevet til som en oversættelse ved Thomas Laub og Uffe Hansen af den tyske salme. Salmen optræder i Den Danske Salmebog 2003 som nr. 117.

## Historie
Sangen offentliggjordes første gang i 1582 (eller 1588, det er omtvistet) i Gebetbuchlein des Frater Conradus som en 19 strofer lang katolsk hymne med fokus på Jomfru Maria. Formodentlig har den sin oprindelse i Trier, hvor en munk juleaften angiveligt skal have set en blomstrende rose på en tur i skoven. Denne tog han efterfølgende med sig til kirken og placerede i en vase på alteret ved siden af jomfru Maria.
Melodien er antagelig en tysk vise fra 1400-tallet, dog peger visse kilder på, at den kan stamme helt tilbage fra 1300-tallet. Sangen er senere blevet udgivet med 23 vers i Alte Catholische Geistliche Kirchengeseng, Köln i 1599, i Speirschen Gesangbuch, Köln år 1600 samt med seks vers i Catholische Geistliche Gesange i 1608.
I 1609 gjorde protestanten Michael Praetorius et eget arrangement af sangen, hvilket i dag er det mest kendte. Han udskiftede også jomfru Maria med Jesus i teksten. Denne version offentliggjorde Praetorius i sin Musae Sioniae samme år med to vers. Seks år senere lavede Melchior Vulpius en egen version, der imidlertid ikke er blevet ligeså kendt. Friedrich Layritz tilføjede i 1844 yderligere tre strofer. Omkring 300 år efter den første offentliggørelse anvendte Johannes Brahms 1894 melodien i sit orgelpræludium Es ist ein Ros' entsprungen (Op. 122, nr. 8). Denne version blev arrangeret for orkester af Erich Leinsdorf, med den engelske titel There is a rose in flower.
På dansk dukker salmen op i 1920, hvor Thomas Laub i sit værk Musik og Kirke bragte en oversættelse af Praetorius' tyske version med to strofer. Disse to strofer blev i 1935 suppleret med en tredje strofe af Uffe Hansen, valgmenighedspræst i Ubberub, oversat fra tredje strofe i Friedrich Layritz' version.